# Nouveau Parti démocratique de la Nouvelle-Écosse
Le Nouveau Parti démocratique de la Nouvelle-Écosse (NPD) est un parti politique social-démocrate provincial en Nouvelle-Écosse, au Canada. Il est affilié au Nouveau Parti démocratique fédéral. D'abord fondé sous le nom du Co-operative Commonwealth Federation (CCF) en 1932, il devient le NPD en 1961. Il est considéré comme le Nouveau Parti démocratique ayant le plus de succès dans la région de l'Atlantique. Il a formé le gouvernement à l'issue de l'élection du 9 juin 2009 à l'Assemblée législative de la Nouvelle-Écosse, mais les électeurs n'ont pas donné de second mandat au premier ministre Darrell Dexter lors de l'élection du 8 octobre 2013. Depuis juin 2022, la cheffe du parti est Claudia Chender.

## Résultats électoraux
| Élection | # de candidats élus | # total de voix | % du vote populaire | Source |
| -------- | ------------------- | --------------- | ------------------- | ------ |
| 1933     | 0                   | 2,336           | 0,7 %               |        |
| 1937     | 0                   | 0               | 0 %                 |        |
| 1941     | 3                   | 18,583          | 7,0 %               |        |
| 1945     | 2                   | 39,637          | 13,6 %              |        |
| 1949     | 2                   | 32,869          | 9,6 %               |        |
| 1953     | 2                   | 23,700          | 6,9 %               |        |
| 1956     | 2                   | 9,932           | 8,9 %               |        |
| 1960     | 1                   | 31,036          | 8,9 %               |        |
| 1963     | 0                   | 14,076          | 4,1 %               |        |
| 1967     | 0                   | 17,873          | 5,2 %               |        |
| 1970     | 2                   | 25,259          | 6,7 %               |        |
| 1974     | 3                   | 55,902          | 13,0 %              |        |
| 1978     | 4                   | 63,979          | 14,4 %              |        |
| 1981     | 1                   | 76,289          | 18,1 %              |        |
| 1984     | 3                   | 65,876          | 15,9 %              |        |
| 1988     | 2                   | 74,038          | 15,8 %              |        |
| 1993     | 3                   | 85,946          | 17,5 %              | [ 1 ]  |
| 1998     | 19                  | 155,361         | 34,6 %              | [ 2 ]  |
| 1999     | 11                  | 129,474         | 30,0 %              | [ 3 ]  |
| 2003     | 15                  | 126,479         | 31,0 %              | [ 4 ]  |
| 2006     | 20                  | 140,128         | 34,6 %              | [ 5 ]  |
| 2009     | 31                  | 186,556         | 45,2 %              | [ 5 ]  |
| 2013     | 7                   | 111 622         | 26,8 %              | [ 5 ]  |
| 2017     | 7                   | 86 299          | 21,5 %              | [ 5 ]  |
| 2021     | 6                   | 88 477          | 21,0 %              | [ 6 ]  |
| 2024     | 9                   | 79 068          | 22,2 %              | [ 7 ]  |

## Chefs du parti

### Fédération du Commonwealth coopératif
| Nom                                   | Chef      |
| ------------------------------------- | --------- |
| Russell Cunningham (1945 - 1953)      | 1945-1953 |
| Micheal James MacDonald (1953 - 1963) | 1953-1963 |

### Nouveau Parti démocratique
| Nom                         | Chef            | Premier ministre |
| --------------------------- | --------------- | ---------------- |
| James H. Aitchison          | 1963 - 1968     | —                |
| Jeremy Akerman              | 1968 - 1980     | —                |
| James 'Buddy' MacEachern    | 1980            | —                |
| Alexa McDonough             | 1980 - 1994     | —                |
| John Holm                   | 1994 - 1996     | —                |
| Robert Chisholm             | 1996 - 2000     | —                |
| Helen MacDonald             | 2000 - 2001     | —                |
| Darrell Dexter              | 2001 - 2013     | 2009-2013        |
| Maureen MacDonald (intérim) | 2013 - 2016     | —                |
| Gary Burrill                | 2016 - 2022     | —                |
| Claudia Chender             | 2022 - actuelle | —                |